# Światowy Finał IAAF 2003
Światowy Finał IAAF 2003 (ang. 2003 IAAF World Athletics Final) – zawody lekkoatletyczne, które odbyły się na Stade Louis II w Monako między 13 a 14 września 2003 roku. Były to pierwsze w historii zawody tego – rozgrywanego rokrocznie na zakończenie sezonu – cyklu.
Jedyną konkurencją nie rozegraną w Monako był rzut młotem. Zawody w tej konkurencji – zarówno kobiet, jak i mężczyzn – rozegrano tydzień wcześniej w węgierskim Szombathely.

## Wyniki
| Konkurencja           | Złoto                      | Srebro                                   | Brąz                                 |
| --------------------- | -------------------------- | ---------------------------------------- | ------------------------------------ |
| 100 m                 | Bernard Williams, USA      | John Capel, USA                          | Uchenna Emedolu, Nigeria             |
| 110 m przez płotki    | Allen Johnson, USA         | Terrence Trammell, USA                   | Staņislavs Olijars, Łotwa            |
| 200 m                 | Joshua Johnson, USA        | Shawn Crawford, USA                      | Stéphan Buckland, Mauritius          |
| 400 m                 | Jerome Young, USA          | Michael Blackwood, Jamajka               | Alleyne Francique, Grenada           |
| 400 m przez płotki    | Félix Sánchez, Dominikana  | Kemel Thompson, Jamajka                  | Danny McFarlane, Jamajka             |
| 800 m                 | Wilfred Bungei, Kenia      | Joseph Mutua, Kenia                      | André Bucher, Szwajcaria             |
| 1500 m                | Paul Korir, Kenia          | Alex Kipchirchir, Kenia                  | Iwan Heszko, Ukraina                 |
| 3000 m                | Kenenisa Bekele, Etiopia   | John Kibowen, Kenia                      | Abraham Chebii, Kenia                |
| 3000 m z przeszkodami | Saif Saaeed Shaheen, Katar | Paul Kipsiele Koech, Kenia               | Ezekiel Kemboi, Kenia                |
| 5000 m                | Eliud Kipchoge, Kenia      | Richard Limo, Kenia                      | Gebre-egziabher Gebremariam, Etiopia |
| Skok w dal            | Dwight Phillips, USA       | Hussein Taher Al-Sabee, Arabia Saudyjska | Ignisious Gaisah, Ghana              |
| Trójskok              | Christian Olsson, Szwecja  | Walter Davis, USA                        | Kenta Bell, USA                      |
| Skok wzwyż            | Jarosław Rybakow, Rosja    | Stefan Holm, Szwecja                     | Jamie Nieto, USA                     |
| Skok o tyczce         | Tim Lobinger, Niemcy       | Okkert Brits, RPA                        | Dmitri Markow, Australia             |
| Pchnięcie kulą        | Christian Cantwell, USA    | Jurij Biłonoh, Ukraina                   | Andrej Michniewicz, Białoruś         |
| Rzut dyskiem          | Virgilijus Alekna, Litwa   | Róbert Fazekas, Węgry                    | Wasilij Kaptiuch, Białoruś           |
| Rzut oszczepem        | Siergiej Makarow, Rosja    | Jan Železný, Czechy                      | Boris Henry, Niemcy                  |
| Rzut młotem           | Adrián Annus, Węgry        | Libor Charfreitag, Słowacja              | Iwan Cichan, Białoruś                |

| Konkurencja        | Złoto                            | Srebro                        | Brąz                            |
| ------------------ | -------------------------------- | ----------------------------- | ------------------------------- |
| 100 m              | Chryste Gaines, USA              | Christine Arron, Francja      | Torri Edwards, USA              |
| 100 m przez płotki | Gail Devers, USA                 | Glory Alozie, Hiszpania       | Miesha McKelvy-Jones, USA       |
| 200 m              | Muriel Hurtis, Francja           | Anastazja Kapaczinska, Rosja  | Torri Edwards, USA              |
| 400 m              | Ana Guevara, Meksyk              | Lorraine Fenton, Jamajka      | Tonique Williams, Bahamy        |
| 400 m przez płotki | Sandra Glover, USA               | Andrea Blackett, Barbados     | Ionela Târlea, Rumunia          |
| 800 m              | Maria de Lurdes Mutola, Mozambik | Kelly Holmes, Wielka Brytania | Mina Aït Hammou, Maroko         |
| 1500 m             | Süreyya Ayhan, Turcja            | Jackline Maranga, Kenia       | Hayley Tullett, Wielka Brytania |
| 3000 m             | Edith Masai, Kenia               | Jelena Zadorożna, Rosja       | Joanne Pavey, Wielka Brytania   |
| 5000 m             | Elvan Abeylegesse, Turcja        | Derartu Tulu, Etiopia         | Tirunesh Dibaba, Etiopia        |
| Skok w dal         | Eunice Barber, Francja           | Tatiana Kotowa, Rosja         | Grace Upshaw, USA               |
| Trójskok           | Tatiana Lebiediewa, Rosja        | Yamilé Aldama, Kuba           | Françoise Mbango Etone, Kamerun |
| Skok wzwyż         | Hestrie Cloete, RPA              | Wita Pałamar, Ukraina         | Kajsa Bergqvist, Szwecja        |
| Skok o tyczce      | Tatiana Połnowa, Rosja           | Swietłana Fieofanowa, Rosja   | Stacy Dragila, USA              |
| Pchnięcie kulą     | Wita Pawłysz, Ukraina            | Swietłana Kriweliowa, Rosja   | Nadzieja Astapczuk, Białoruś    |
| Rzut dyskiem       | Věra Pospíšilová, Czechy         | Aretha Hill, USA              | Ekaterini Wongoli, Grecja       |
| Rzut oszczepem     | Tatiana Szykolenko, Rosja        | Steffi Nerius, Niemcy         | Nikolett Szabó, Węgry           |
| Rzut młotem        | Yipsi Moreno, Kuba               | Olga Kuzienkowa, Rosja        | Mihaela Melinte, Rumunia        |